# Platygerrhus subglaber
Platygerrhus subglaber är en stekelart som beskrevs av Graham 1969. Platygerrhus subglaber ingår i släktet Platygerrhus och familjen puppglanssteklar.
Artens utbredningsområde är:
- Nederländerna.
- Sverige.

Arten är reproducerande i Sverige. Inga underarter finns listade i Catalogue of Life.